# سحب استثمارات من إسرائيل
سحب الاستثمارات من إسرائيل هو حملة تقوم بها كيانات دينية وسياسية تهدف إلى استخدام عدم الاستثمار للضغط على حكومة إسرائيل لوضع «نهاية للاحتلال الإسرائيلي للأراضي الفلسطينية التي تم الاستيلاء عليها خلال الحملة العسكرية عام 1967.» ترتبط حملة سحب الاستثمارات بمقاطعات اقتصادية وسياسية أخرى لإسرائيل.
بدأت حملة ملحوظة في عام 2002 وأيدها ديزموند توتو من جنوب أفريقيا. وقال توتو إن الحملة ضد الاحتلال الإسرائيلي للأراضي الفلسطينية واستمرار التوسع الاستيطاني يجب أن تكون على غرار الحملة الناجحة التاريخية، لكن المثيرة للجدل، ضد نظام الفصل العنصري في جنوب أفريقيا.

## دعوة مبدئية للعمل
وحظيت حملات سحب الاستثمارات التي استهدفت إسرائيل في بادئ الأمر باهتمام إعلامي في عام 2002، ويرجع الفضل في ذلك إلى حد كبير إلى عريضة سحب الاستثمارات البارزة في جامعة هارفارد ومعهد ماساتشوستس للتكنولوجيا في مطلع ذلك العام. تبع ذلك في وقت لاحق من العام نفسه بدعوات من ديزموند توتو من جنوب إفريقيا المناهض للفصل العنصري من أجل أن يعامل المجتمع الدولي إسرائيل لأنها تعامل الفصل العنصري في جنوب إفريقيا: 
 إذا انتهى الفصل العنصري، فيمكن لهذا الاحتلال، ولكن القوة المعنوية والضغط الدولي يجب أن يكونا على نفس القدر من التصميم. إن مجهودات سحب الاستثمارات الحالية هي الخطوة الأولى، على الرغم من أنها ليست الخطوة الوحيدة الضرورية في هذا الاتجاه. 
 يعود أصل حملات سحب الاستثمارات من إسرائيل إلى أوائل تسعينيات القرن الماضي بعد أن أثبتت برامج مماثلة استهدفت جنوب إفريقيا نجاحها في حشد الناشطين السياسيين والمساهمة في الضغوط التي أدت - إلى جانب العوامل الاقتصادية والسياسية الأخرى - إلى نهاية لحكم الأقلية البيضاء في ذلك البلد.

## أهداف لسحب الاستثمارات

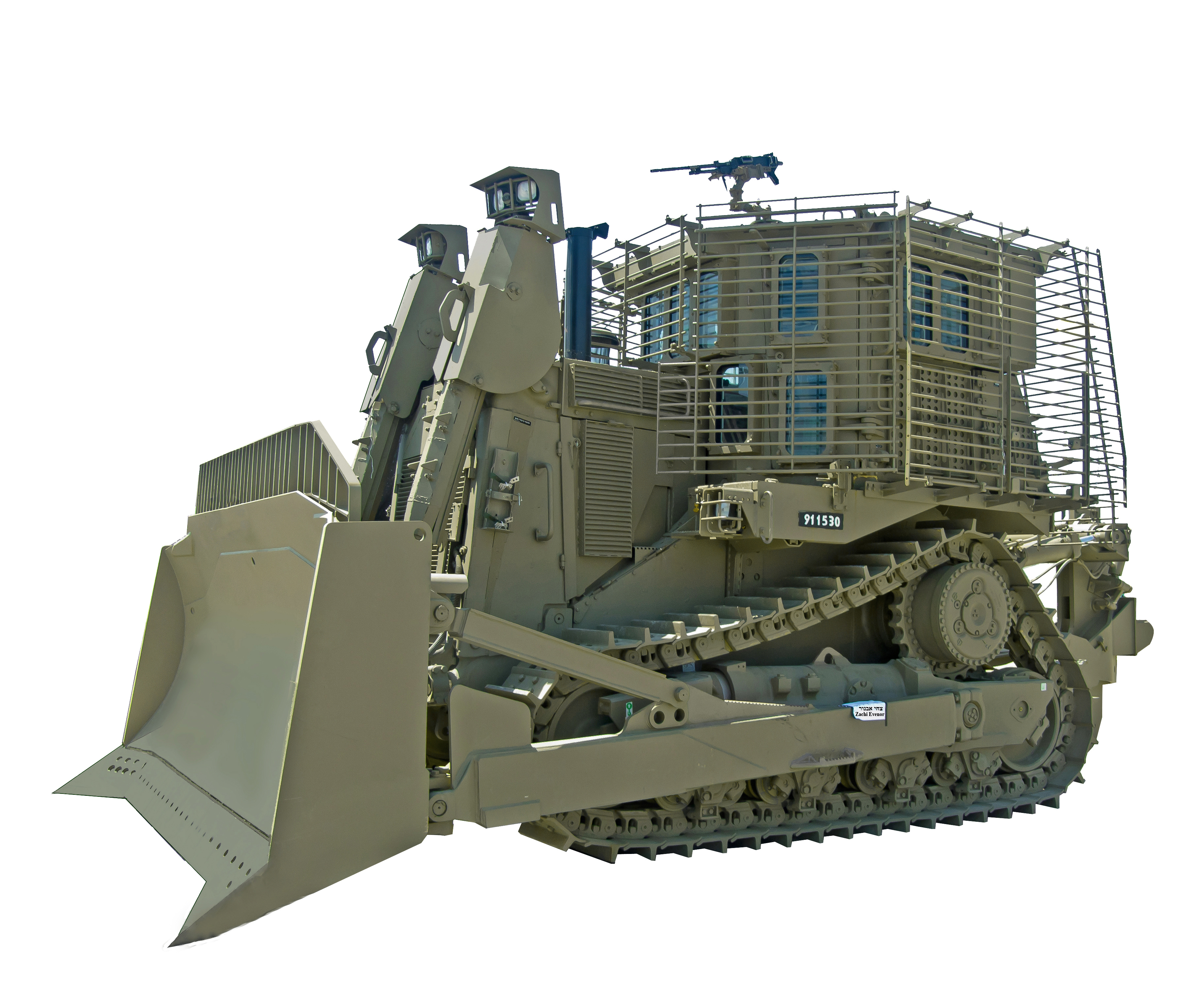
تستخدم جرافة كاتربيلر D9 المدرعة التي تستخدمها قوات الدفاع الإسرائيلية، في كثير من الأحيان، لهدم المنازل والممتلكات الفلسطينية.
دعا خبير الأمم المتحدة إلى مقاطعة العديد من الشركات التي تعمل في الأراضي الفلسطينية المحتلة، من بينها كاتربيلر

وقد ركزت حملات سحب الاستثمار على المنظمات البارزة التي تمتلك حيازات مالية كبيرة مثل الجامعات أو الكنائس والهيئات البلدية المدارة بشدة لإدارة المحافظ الكبيرة من استثمارات صناديق التقاعد. مثل المؤسسات رفيعة المستوى، مثل جامعة هارفارد أو الكنائس المشيخية والكنيسة الميثودية المكوّنة من عدة ملايين، زوّدت أنصار الاستثمار بمنصة يسلّطون الضوء على نشاطهم السياسي. بالإضافة إلى ذلك، فإن الحيازات المالية الواسعة لهذه المؤسسات قدمت بشكل عام حملات سحب الاستثمارات قائمة بالمخزونات التي تستند عليها دعواتها إلى سحب الاستثمارات.

## جهود عدم الاستثمار
الكثير من نشاط عدم الاستثمار الذي تم نشره على نطاق واسع قد جاء من العالم الناطق بالإنجليزية، ولكن العديد من الجماعات الإسلامية دعت أيضاً إلى سحب الاستثمارات. تراوحت الجهود بين المقاطعة العامة واستهداف شركات إسرائيلية محددة.

### الولايات المتحدة الامريكانية

#### الكنائس

##### الكنيسة المشيخية (الولايات المتحدة الأمريكية)
في يوليو 2004، صوتت الكنيسة المشيخية المكونة من 2.4 مليون عضو (الولايات المتحدة) من 431 إلى 62 في يوليو «لبدء عملية سحب انتقائي مرحلي في الشركات متعددة الجنسيات العاملة في إسرائيل» تدير الكنيسة مجموعة من صناديق الاستثمار التي يبلغ مجموعها تقريبًا 7 مليارات دولار أمريكي.
وفقا لأعلى مسؤول في الكنيسة المنتخبة، القسيس كليفتون كيركباتريك، ليس هناك خطة «لفرض حصار شامل» من الشركات الإسرائيلية، ولكن بدلاً من ذلك «ستستهدف الكنيسة الشركات التي تعتقد أنها تتحمل مسؤولية خاصة عن معاناة الفلسطينيين وستمنحهم فرصة لتغيير سلوكهم قبل بيع أسهمهم» وذكر مسؤولو الكنيسة، وفقا لصحيفة الواشنطن بوست، شركة كاتربيلرهي هدف محتمل لحملة سحب الاستثمارات الانتقائية لأن الشركة «تصنع الجرافات التي تستخدمها إسرائيل لهدم المنازل الفلسطينية التي بنيت بدون تصاريح أو تنتمي لعائلات الانتحاريين.»
كانت هناك معارضة كبيرة في الجالية اليهودية الأمريكية لقرار الكنيسة. ذكرت صحيفة واشنطن بوست في سبتمبر 2004 أن «العلاقات اليهودية المشيخية كانت في حالة اضطراب» وأن «رؤساء العديد من المنظمات اليهودية الأمريكية الكبرى أدانوا قرار الكنيسة المشيخية بالبدء في عملية تجريد انتقائية في الشركات العاملة في إسرائيل» وقال نائب الرئيس التنفيذي للمؤتمر المركزي للحاخامات الأمريكيين، الحاخام بول منيتوف، إن القرار «غير متوازن» وإنه يلقي باللوم بشكل غير عادل على جانب واحد فقط في الصراع الفلسطيني الإسرائيلي.
وردًا على الانتقادات، قال مسؤول الكنيسة كيركباتريك إن الكنيسة «ستسحب أموالها أيضًا من أي شركات متواطئة في دعم الإرهاب.»
في 29 يونيو 2006، اعتمدت الجمعية العامة للكنيسة المشيخية (الولايات المتحدة الأمريكية) بتصويت 483-28 قرارًا متوازنًا يحل محل اللغة المعتمدة عام 2004 والتي تقضي بعملية سحب الاستثمارات التي تركز على إسرائيل وتؤيد بدلاً من ذلك عملية المشاركة المؤسسية. بدلاً من استخدام كلمة «سحب الاستثمارات»، يدعو القرار الكنيسة إلى الاستثمار فقط في الشركات التي تشارك في «المساعي السلمية» في إسرائيل والأراضي الفلسطينية.
في تموز / يوليو 2012، قررت الجمعية العامة للكنيسة المشيخية (الولايات المتحدة الأمريكية) رفض التجديد وتركز بدلاً من ذلك على الاستثمار. وبتصويت ضيق 333-331، صوت الأعضاء على رفض قرار يقترح سحب الاستثمارات من إسرائيل. تبع ذلك تصويت 369-290، مع امتناع ثمانية أعضاء عن التصويت، لكي تتابع الكنيسة الاستثمار الإيجابي في المناطق.
في يونيو 2014، صوتت الجمعية العامة، التي اجتمعت في ديترويت، على 310-303 للتخلص من شركة كاتربيلر وهيوليت باكارد وحلول موتورولا. وقال أنصار القرار إن تلك الشركات كانت ضالعة في «أنشطة الهدم والمراقبة ضد الفلسطينيين في الضفة الغربية.»

##### مجلس الكنائس العالمي
في فبراير 2005، حذى مجلس الكنائس العالمي ومقره جنيف حذوه. شدد القرار الذي أصدرته اللجنة المركزية لـ 150 عضو في مجلس الكنائس العالمي على قرار سحب الاستثمارات الانتقائي الذي أقرته الكنيسة المشيخية (الولايات المتحدة) قائلاً إن القرار السابق «من حيث الأسلوب والطريقة، يستخدم معايير متجذرة في الإيمان ويدعو الأعضاء إلى القيام بالأشياء التي تصنع السلام.» وخطط مجلس الكنائس العالمي للتركيز على «الشركات التي تساعد الحكومة الإسرائيلية في هدم منازل الفلسطينيين، وبناء المستوطنات، وإقامة «جدار فاصل» مثير للجدل داخل الأراضي الفلسطينية.
«القرار غير المتوقع»، وفقا لتقرير بليفنت، «اشتعلت الكثير من الجماعات اليهودية الأمريكية على حين غرة وأثبتت مخاوف البعض من أن المشيخين فتحوا صندوق باندورا الصيف الماضي الذي يتمتع الآن بموافقة ضمنية من الزعماء البروتستانت والأرثوذكس العالميين. ورفض الحاخام غاري بريتون - جراناثور، مدير الحوار بين الأديان في رابطة مكافحة التشهير، مجلس الكنائس العالمي بأنه «غير ذي صلة»، ولكنه مع ذلك كان قلقاً من أن حملة سحب الاستثمارات قد اتخذت حياة خاصة بها.»

##### كنيسة المسيح المتحدة
كما حذت كنيسة المسيح المتحدة حذوها، أيدت مجموعة من الروافع الاقتصادية التي شملت التجريد، لكن قادة الكنيسة لم يلتزموا بمعاشهم أو أصولهم الأساسية بخطة سحب.

##### الكنيسة الميثودية المتحدة
في يونيو / حزيران 2005، صوت مؤتمر نيو إنجلاند للكنيسة الميثودية المتحدة للحث على سحب الأموال من الشركات التي تدعم الاحتلال الإسرائيلي للأراضي الفلسطينية. ذكر القرار:
- «في حين لا ينبغي للكنيسة الميثودية المتحدة أن تستفيد من الاحتلال الإسرائيلي غير الشرعي للأراضي الفلسطينية أو تدمير منازل الفلسطينيين، والبساتين، والأرواح.»
- «في حين أننا ملتزمون بضمان استخدام أموال شعبنا بطريقة تتفق مع معتقداتنا ومع القانون الدولي ومع تعاليم المسيح.»

في مؤتمر تامبا عام 2012، رفضت الكنيسة الميثودية المتحدة مرتين في 2 مايو، التي دعت إلى سحب الاستثمارات من الشركات التي اتهمت بالمساهمة في «الاحتلال الإسرائيلي للأراضي الفلسطينية»، بما في ذلك «كاتربيلر، موتورولا سوليوشنز وهيوليت باكارد.» رفض ما يقرب من 2/3 من المندوبين الحاصلين على 1000 قرار سحب الاستثمارات. كما رفضت الكنيسة قرارات مماثلة في عام 2008. بحسب القس بوب لونج «بالطبع نحن نهتم بالفلسطينيين وما مروا به. لكننا نهتم أيضاً بالإسرائيليين وما مروا به.»
في يونيو 2014، صوت مجلس التقاعد الميثوديست على السحب.

##### الكنيسة الأسقفية
في تموز / يوليو 2012، تبنت الكنيسة الأسقفية قرارًا في جمعية الاتفاقية العامة التي أيدت «حل الدولتين المتفاوض عليه» و «الاستثمار الإيجابي» بدلاً من السحب من إسرائيل.

##### الجامعات
- جامعة كاليفورنيا ، بيركلي (ASUC) 11-9-0
- جامعة كاليفورنيا ، إرفاين (ASUCI) 16-0-0
- جامعة كاليفورنيا ، ريفرسايد (ASUCR) 8-7-0
- جامعة لويولا بشيكاغو (USGA) 12-10-9 (اعترضت)
- جامعة كاليفورنيا ، سان دييغو (ASUCSD) 20-12-1
- جامعة كاليفورنيا ، سانتا كروز (SUA) 22-14
- جامعة كاليفورنيا ، لوس أنجلوس (USAC) 8-2-2
- جامعة كاليفورنيا ، ديفيس (ASUCD) 8-2-2 (المخارج من قبل محكمة الحكومة الطلابية)
- جامعة ستانفورد (SU) 10-4-1

في الجامعات، كان التركيز إلى حد كبير على تمرير القرارات الداعمة للاستثمار في الحكومة الطلابية. ذهبت حملات قليلة أبعد من هذه القرارات في الضغط على الجامعات للموافقة على السحب. تدعم بعض المنظمات الطلابية حملة المقاطعة، وسحب الاستثمارات، والجزاءات الأوسع نطاقاً في الحرم الجامعي، غالبًا بالتعاون مع مجموعات الحرم الجامعي التقدمية الأخرى.
في 17 مارس 2010، طلب قرار لمجلس الشيوخ في جامعة كاليفورنيا في بيركلي من الجامعة تخليص نفسها من الشركات التي تدير الأعمال التجارية مع إسرائيل، لا سيما استهداف شركة جنرال الكتريك وشركة يونايتد تكنولوجيز التي تزود إسرائيل بالأسلحة والتكنولوجيا، ولكن تم الاعتراض عليها في 24 مارس من قبل الطالب رئيس الهيئة الذي وصفها بأنها «هجوم رمزي على مجتمع معين.» في عام 2013، تم إصدار قرار آخر لمجلس الشيوخ في جامعة كاليفورنيا في بيركلي كـ SB160، والذي اقترح أن تسحب الجامعة نفسها من الشركات المتواطئة في انتهاك إسرائيل لحقوق الإنسان في غزة.
في أيار / مايو 2015، صوت مجتمع طلاب الدراسات العليا في برينستون بفارق 56٪ -39٪ (4.5٪ امتنعوا عن التصويت) لصالح قرار غير ملزم «بالسحب من الشركات متعددة الجنسيات التي تحافظ على البنية التحتية للاحتلال الإسرائيلي للضفة الغربية.» وتسهيل العقاب الجماعي الذي تفرضه إسرائيل ومصر على المدنيين الفلسطينيين في الضفة الغربية وقطاع غزة، أو تسهيل قمع الدولة للفلسطينيين من قبل قوات الأمن الإسرائيلية والمصرية والسلطة الفلسطينية، إلى أن تتوقف هذه الشركات عن مثل هذه الأنشطة.»

### المملكة المتحدة
لقد صوت المجمع الكنسي في كنيسة إنجلترا على سحب الاستثمارات من إسرائيل، التي انتقدها جورج كاري، رئيس أساقفة كانتربري السابق على أنه «غير مناسب، مسيء ومدمر للغاية».
دعا الاتحاد الوطني للصحفيين في بريطانيا إلى مقاطعة في 14 أبريل 2007. من خلال التصويت 66-54، دعا اجتماع المندوب السنوي لأكبر نقابة مهنية للصحفيين في بريطانيا إلى «مقاطعة البضائع الإسرائيلية المماثلة لتلك المقاطعات في النضال ضد نظام الفصل العنصري في جنوب إفريقيا بقيادة نقابات العمال، ولمؤتمر الاتحاد التجاري للمطالبة بفرض عقوبات على إسرائيل من قبل الحكومة البريطانية.»

### أيرلندا
في مؤتمر المندوبين الذي عقد كل سنتين في أيار / مايو 2008، مرر الاتحاد البلدي الايرلندي، نقابة عمومية ومدنية، أكبر نقابة في القطاع العام والخدمات العامة في أيرلندا، قرارين ينتقدان القمع الإسرائيلي للفلسطينيين ويؤيد مقاطعة البضائع الإسرائيلية والخدمات. كما أيدت اقتراحات السحب من تلك الشركات التي تعمل أو تستفيد من احتلال الضفة الغربية وغزة.

### كندا

#### 2006
يدعم اتحاد تورنتو للكنيسة المتحدة الكندية مقاطعة CUPE (الاتحاد الكندي لموظفي القطاع العام). في عام 2003، صوتت جمعية تورنتو لمقاطعة البضائع التي تنتجها المستوطنات اليهودية في الأراضي المحتلة. تركت المظلة الوطنية UCC نفسها للمقاطعة عن طريق اختيار دعم الاستثمار المؤيد للسلام.
في 27 مايو 2006، وافق قسم أونتاريو في الاتحاد الكندي لموظفي القطاع العام (والذي يمثل أكثر من 200000 عامل) على قرار «لدعم الحملة الدولية للمقاطعة وسحب الاستثمارات وفرض العقوبات على إسرائيل إلى أن تعترف تلك الدولة بالحق الفلسطيني في إصرار» والاحتجاج على الجدار في الضفة الغربية.
وصف أبراهام فوكسمان، من رابطة مكافحة التشهير، العمل الذي قامت به منظمة «كوبيه» بأنه «محزن ومسيء». ووصف المدير الإقليمي لمؤتمر أونتاريو اليهودي الكندي، ستيفن شولمان، التصويت بأنه «شائن». وقال: «إن وجود نقابة عمالية محترمة للمشاركة في مثل هذا التصويت، الذي هو من جانب واحد تماما ويعتمد على الأكاذيب، أمر صادم.»
نشر مؤتمر نقابات عمال جنوب أفريقيا رسالة تعبر فيها عن دعمها لمقاطعة كوبيه لإسرائيل.

#### 2009
في كانون الثاني / يناير 2009، أعلنت لجنة تنسيق العمال التابعة لجامعة أونتاريو في ولاية كاليفورنيا عن خطط لإدخال القرار 50 الذي يحظر على الأكاديميين الإسرائيليين التحدث أو التدريس أو البحث في جامعات أونتاريو. وقد صرح سيد ريان، رئيس شركة CUPE أونتاريو، أن «الأكاديميين الإسرائيليين يجب ألا يكونوا في حرمنا إلا إذا كانوا يدينون صراحة التفجير الجامعي والهجوم على غزة بشكل عام.» وذكر ريان أن القرار كان ردا معقولا على الهجوم الإسرائيلي على الجامعة الإسلامية، والذي شبهه بإحراق كتب النازيين خلال الحرب العالمية الثانية.
وصرحت جانيس فولك-داوسون، رئيسة لجنة العاملين في الجامعات، بأن القرار سيحمي نوعية التعليم من خلال منع الأكاديميين الإسرائيليين من الاعتراف بآرائهم المتحيزة. كما ذكرت أن «الضغط الدولي على إسرائيل يجب أن يزداد لوقف المذبحة التي تحدث يوميا. نحن فخورون بإضافة أصوات CUPE إلى آخرين من جميع أنحاء العالم قائلين أن ما يكفي يكفي «وأن الدعم لهذا القرار يأتي من الأعضاء العاديين، وليس فقط القيادة.» على الرغم من رد الفعل المتوقع، قال فولك داوسن «نعتقد أننا نفعل الصواب.»
وقد تعرض القرار على الفور لانتقادات من قبل ليو رودنر من الكونغرس اليهودي الكندي، الذي قال «أعتقد أن الأفراد المفارقة الذين يتحدثون عن حرية التعبير يقفزون إلى الفرصة لاتخاذ هذه الحرية بعيدا عن أفراد آخرين.» كما انتقد إيمانويل أدلر، رئيس الدراسات الإسرائيلية في جامعة تورنتو، القرار، قائلاً إن «الصراع والعنف يجب ألا يتم إدخالهما داخل الجامعة.» وانتقد جوناثان كاي، كاتب عمود في «ناشونال بوست»، القرار بحدة، قائلاً إن «السيد ريان وزملاؤه في حزب كوبيه يهتمون بإضفاء الشيطانية على بلد واحد فقط: الدولة اليهودية.»
مايكل نيومان، أستاذ الفلسفة في جامعة ترنت في بيتربورو في أونتاريو، أعرب عن دعمه للمقاطعة. وذكر نيومان أنه «إذا اعتقد الناس أن هذه ظروف قاسية وأنها سوف تحقق بعض الخير، فأعتقد أنها معقولة وربما مبررة.» وقال إن المقاطعة ليست معادية للسامية، مشيرة إلى أنها «تستهدف الأساتذة الإسرائيليين، وليس اليهود.» وذكر كذلك أن «الناس قد يكون لديهم دائما دوافع سيئة وراء دوافع جيدة. وليس من المستحيل على الإطلاق أن يشعر بعض هؤلاء الناس بمشاعر معادية للسامية في أعماقهم، ولكن هل أعتقد أن هذا يلعب دورًا كبيرًا؟ لا، أنا أقول بالتأكيد لا.»
ووصف كوستنزا موسو، الأستاذ المشارك بجامعة أوتاوا المقاطعة بأنها «خاطئة ومولدة بكل طريقة ممكنة»، وصرح قائلاً: «إنها لحظة حزينة للغاية عندما يبدأ شخص ما في الأوساط الأكاديمية بالنظر في مقاطعة زملائه كأداة شرفية صالحة. النضال السياسي.»
سيتم طرح القرار للتصويت في المؤتمر السنوي للجنة في فبراير. إذا مر، سيكون على جدول الأعمال في مؤتمر CUPE أنتاريو في مايو. ومع ذلك، شكك بعض المراقبين في التأثير العملي الذي يمكن أن يتخذه القرار، حيث أن 20000 عامل في CUPE على مستوى المقاطعة يشملون بعض موظفي الحرم الجامعي ولكن لا يوجد تقريبا أعضاء هيئة تدريس بدوام كامل.

 في 14 يناير 2009، نشر مركز دراسات السياسة الدولية بجامعة أوتاوا، برئاسة البروفيسور رولاند باريس، «بيان حرية التعبير» التالي: 
 تعتبر حرية التعبير من القيم الأساسية للمجتمع الكندي، لا سيما داخل جامعاته حيث يعد التعبير عن المواقف المختلفة ومناقشتها أمرًا حاسمًا للتعلم. كمركز أكاديمي يروّج للبحوث والحوار حول السياسة الدولية، تعارض CIPS الحظر الذي فرضه الاتحاد الكندي للموظفين العموميين على الأكاديميين الإسرائيليين من التحدث أو التدريس أو البحث في جامعات أونتاريو. لن تشارك CIPS في مثل هذه المقاطعة أو أي محاولة أخرى لإسكات الأكاديميين، بما في ذلك أولئك الذين يعبرون عن آراء مثيرة للجدل أو غير شعبية. سيستمر CIPS في دعوة أكاديميين من أي جنسية للمشاركة في الأنشطة العلمية ومناسبات التكلم في أوتاوا. 

### الأراضي الفلسطينية
في 9 تموز / يوليو 2005، أصدرت 171 منظمة غير حكومية فلسطينية دعوة لحملة اقتصادية دولية ضد إسرائيل تمت الإشارة إليها على أنها مقاطعة وسحب الاستثمارات وفرض العقوبات (BDS) بعد دعوة القرار «... للمقاطعة وسحب الاستثمارات وفرض العقوبات ضد إسرائيل حتى تتوافق مع القانون الدولي والمبادئ العالمية لحقوق الإنسان.» الأهداف الثلاثة المعلنة للحملة هي:
1. إنهاء «الاحتلال الإسرائيلي واستعمار جميع الأراضي العربية وتفكيك الجدار»
2. الاعتراف الإسرائيلي «بالحقوق الأساسية للمواطنين العرب الفلسطينيين في إسرائيل للمساواة الكاملة»؛ و
3. احترام وحماية وحماية «حقوق اللاجئين الفلسطينيين في العودة إلى ديارهم وممتلكاتهم على النحو المنصوص عليه في قرار الأمم المتحدة 194.»

فشلت محاولات إنشاء حركة مشابهة تركز على سحب الاستثمارات من إسرائيل، مثل حملة «عدم الدفع مقابل الاحتلال» التابعة للجنة التضامن مع فلسطين، في دعم مماثل، ويرجع ذلك إلى حد كبير إلى أن السحب كان جزءًا واحدًا فقط من هذه البرامج. وركزت أيضا على المساعدات الخارجية الأمريكية لإسرائيل (كما قال أحد الناشطين) «على الرغم من أن الحملة حققت العديد من الأهداف السياسية، إلا أنها فشلت في تقديم إستراتيجية حول كيفية عدم دفع المرتبات للاحتلال. وفكرة أن إسرائيل كانت الوريث الطبيعي للفصل العنصري في جنوب إفريقيا كهدف المقبل لسحب الاستثمارات، لم يتم رفضه من قبل معظم اليهود الأمريكيين والمنظمات اليهودية فقط، ولكن أيضًا من قبل جماعات حقوق الإنسان التي لعبت دورًا كبيرًا في الكفاح ضد الفصل العنصري.

## آراء

### معارضون
يزعم منتقدو المقترحات أن تقديم مطالب أحادية الجانب تجاه إسرائيل لن يعزز المفاوضات والسلام العادل. وعلاوة على ذلك، فإن سحب الاستثمار، كما يُزعم، ستضر بالفلسطينيين أكثر من أي شيء آخر، لأن جميع المصانع الإسرائيلية الواقعة خارج الخط الأخضر تستخدم العمال الفلسطينيين، وتوفر 70,000 فرصة عمل للفلسطينيين.
ويؤكد ذي إيكونوميست  ذلك 
 المقاطعات [التي تشمل عدم الاستثمار، المقاطعة الأكاديمية ومقاطعة المنتجات] تبدو واهية. معظم الاقتراحات تم تمريرها كانت توصيات غير ملزمة، أو تعليمات للتحقيق في الجوانب العملية لل BDS. قد يتم رفض أصوات الناشطين في المؤتمرات من قبل الأعضاء، كما هو الحال مع مقاطعة NUJ ، والتي تم عكسها بعد شكاوى غاضبة من الأعضاء. وبعد ضغوط من جماعات يهودية، تراجع المدعون الأميركيون، الذين صوتوا في عام 2004 للنظر في التجريد من خمس شركات أمريكية، في العام الماضي دون إزالة الدولار. اندمجت نقابتان بريطانيتان تدريبيتان وصوتتا من جديد للنظر في تعليق العلاقات مع المؤسسات الإسرائيلية فقط لإثارة هجوم مضاد ضخم من قبل رؤساء الجامعات الأمريكية. 
 يستمر ذي إيكونوميست: 
 حتى مشجعي BDS لا يتفقون بشكل كامل على أفضل طريقة للتقدم. وبينما ينادي البعض بمقاطعات واسعة، يعتقد آخرون أن «العقوبات الذكية»، مثل حظر السلع التي يتم إنتاجها من المستوطنات في الأراضي المحتلة، أو من شركات محددة، سيكون لها تأثير أكبر وتتجنب ادعاءات معاداة السامية. كما يقولون، إن اقتصاد إسرائيل أكثر عرضة للضغوط من جنوب إفريقيا - الأصغر، الأكثر ارتباطًا بالعالم، وبموارد طبيعية أقل. يقول هيفر: «لا أعتقد أن المقاطعات ستكون على نطاق واسع كما هو الحال مع جنوب إفريقيا، لكن تأثيرًا اقتصاديًا صغيرًا ومحدّدًا يمكن أن يغير عقول الكثير من الناس». ربما. لكن إلقاء اللوم على إسرائيل وحدها على الطريق المسدود في الأراضي المحتلة سيستمر في ضرب العديد من الغرباء على أنها غير عادلة. 
 بالإضافة إلى ذلك، يشير ناثان جي براون، الذي كتب في 4 فبراير 2015 في موقع مؤسسة كارنيجي للسلام الدولي على الإنترنت، إلى أن الكنيسة المشيخية الأمريكية وخطة سحب الاستثمار الخاصة بها أصبحت الآن متداخلة مع قانون إيرادات الضرائب الأمريكية. ويكتب أن «شورة الدين»، وهي منظمة مدافعة عن حقوق الإنسان، متلهفة لاتخاذ إجراءات ضد من تعتبرهم معادية للمصالح الإسرائيلية، اتهمت الكنيسة بانتهاك قانون الضرائب من خلال الاتصال بحزب الله الذي وصفته واشنطن بأنه منظمة إرهابية.

### أنصار
يقول نعوم تشومسكي أنه لتحقيق أقصى قدر من التأثير، ينبغي أن تستهدف حملات عدم الاستثمار الشركات المشاركة في انتهاكات حقوق الإنسان المتصورة، مع إعطاء شركة كاتربيلر مثالاً على ذلك بسبب دورها في هدم منازل الفلسطينيين.

## السوابق التاريخية
وتضمنت مقاطعة الجامعة العربية لإسرائيل، التي بدأت عام 1921 وتم إضفاء الطابع الرسمي عليها في عام 1945، دعوة الدول العربية إلى السحب من إسرائيل.